# Virelade
Virelade é uma comuna francesa na região administrativa da Nova Aquitânia, no departamento da Gironda. Estende-se por uma área de 13,35 km². Em 2010 a comuna tinha 1 090 habitantes (densidade: 81,6 hab./km²).